# 国際鎮東館空手道連盟
国際鎮東館空手道連盟（こくさいちんとうかんからてどうれんめい）は、少林流空手道の宗派の一つ。
沖縄空手道を踏襲しており、1800年代の琉球拳法を代表する首里手の松村宗棍や、喜屋武朝徳派の空手道である。
空手界ではマイナーなものの、古くからアメリカでの活動を行っており、2005年にフロリダ州のジャクソンビルに総本山を完成させ、現在はそこを中心に活動を行っているが、一部で日本においても道場を開いている場所がある。

## 宗家（会長）
崎向政治　三道範士（空手道範士九段、神道夢想流杖道範士九段、無外流居合道範士九段など。）